# Silnice II/343
Silnice II/343 je silnice II. třídy mezi Sečí a Svratkou. Prochází okresy Chrudim a Žďár nad Sázavou a měří 37,2 km.

## Vedení silnice

### Pardubický kraj
- Seč (sjezd z II/340, ulice K Přehradě)
- po hrázi Sečské přehrady
- Horní Bradlo (křížení s II/344)
- Trhová Kamenice (křížení s I/37, ulice Hlinecká)
- Hlinsko (ulice Rváčovská, Faráře Toufara, Karla Ledeckého a Wilsonova, křížení s I/34, ulice Resslova)
- Kameničky

### Kraj Vysočina
- zaústění II/350
- Svratkou (ulice Partyzánská a Palackého, nájezd na I/29)